# Idyella major
Idyella major är en kräftdjursart som beskrevs av Sars. Idyella major ingår i släktet Idyella och familjen Tisbidae. Arten är reproducerande i Sverige. Inga underarter finns listade i Catalogue of Life.